# Millepora

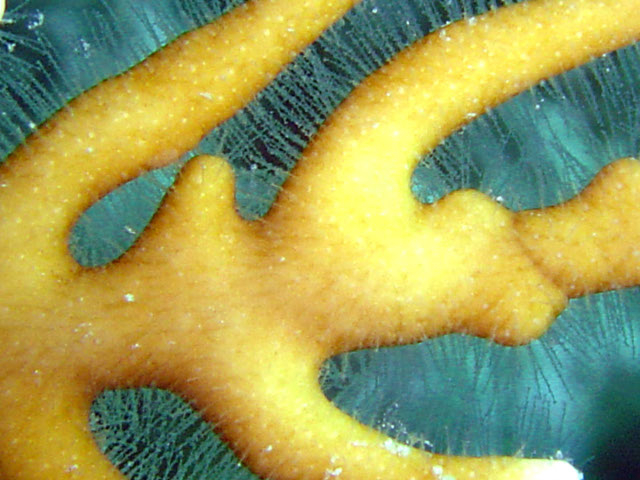
Espécimen de Millepora alcicornis con los pólipos dactylozoides extendidos

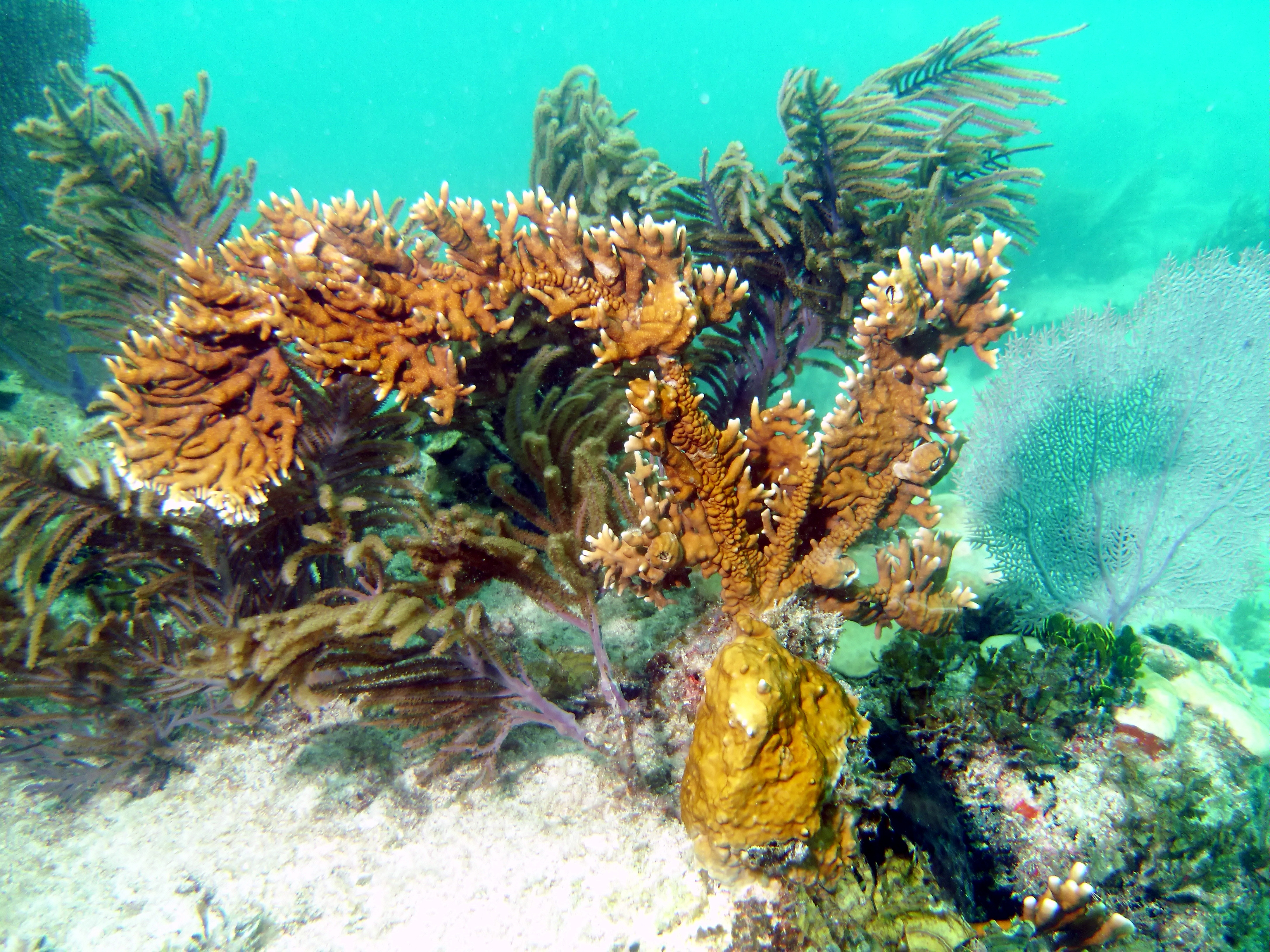
Millepora incrustante creciendo sobre gorgonias

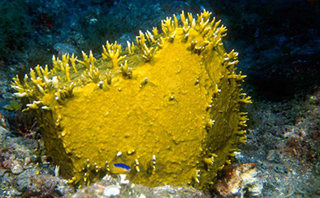
Millepora alcicornis coloniza una gorgonia, tras recubrirla por completo, desarrolla sus formas ramificadas habituales.

Millepora, llamado también coral de fuego, es el único género de coral de la familia Milleporidae del orden Anthoathecata. Se le encuadra en el grupo de los denominados falsos corales duros, o hydrocorales, ya que pertenece a la clase Hydrozoa, y, por tanto, el animal tiene fase pólipo y fase medusa, característica que no poseen el resto de corales enmarcados en la clase Anthozoa.
Su esqueleto está compuesto de carbonato  de calcio. Tras la muerte del coral, su esqueleto contribuye a la generación de nuevos arrecifes en la naturaleza, debido a que la acción del CO2 convierte muy lentamente su esqueleto en bicarbonato cálcico, sustancia ésta asimilable directamente por las colonias coralinas.
Los buzos a menudo confunden el coral de fuego con algas marinas, y el contacto accidental es común. Al contacto se puede sentir un dolor intenso que puede durar de dos días a dos semanas. Los efectos secundarios destacados pueden incluir irritación, escozor o dolor ardiente, eritema (enrojecimiento de la piel), fiebre, lesiones urticarianas (ronchas). Estos efectos secundarios se deben al veneno que libera el nematocito, ya que el veneno es parte del mecanismo de defensa del coral de fuego. El veneno no es letal para los humanos.

## Especies y conservación
El Registro Mundial de Especies Marinas acepta las siguientes especies, valoradas por la Unión Internacional para la Conservación de la Naturaleza, en cuanto a sus estados de conservación:
- Millepora alcicornis Linnaeus, 1758. Estado: Preocupación menor.
- Millepora boschmai De Weerdt & Glynn, 1991. Estado: Críticamente amenazada A2ac.
- Millepora braziliensis Verrill, 1868. Estado: Datos deficientes.
- Millepora complanata Lamarck, 1816. Estado: Preocupación menor.
- Millepora dichotoma Forsskål, 1775. Estado: Preocupación menor.
- Millepora exaesa Forsskål, 1775. Estado: Preocupación menor.
- Millepora foveolata Crossland, 1952. Estado: Vulnerable A4cde.
- Millepora intricata Milne Edwards, 1860. Estado: Preocupación menor.
- Millepora laboreli Amaral, 2008. Estado: No evaluada.
- Millepora latifolia Boschma, 1948. Estado: Vulnerable A4c.
- Millepora nitida Verrill, 1868. Estado: Datos deficientes.
- Millepora nodulosa Nemenzo, 1984. Estado: No evaluada.
- Millepora platyphylla Hemprich & Ehrenberg, 1834. Estado: Preocupación menor.
- Millepora squarrosa Lamarck, 1816. Estado: Preocupación menor.
- Millepora tenera Boschma, 1949. Estado: Preocupación menor.

No obstante, el género Millepora, como otros muchos del filo Cnidaria, está siendo sometido tanto a análisis filogenéticos, como a otras investigaciones que los avances tecnológicos y científicos actuales permiten. Lo que mantiene a varias especies del género en situaciones de duda sobre su validez y/o asignación taxonómica. Debido a ello, el Registro Mundial de Especies Marinas, tras asignar a otros géneros muchas de las especies atribuidas hasta hace poco a Millepora, reseña las siguientes situaciones inciertas:
- Millepora cellulosa Linnaeus, 1758 (taxon inquirendum: validez taxonómica incierta o disputada entre expertos)
- Millepora crustacea Linnaeus, 1758 (taxon inquirendum)
- Millepora reticulata Linnaeus, 1758 (taxon inquirendum)
- Millepora tenella Esper, 1795 (taxon inquirendum)

- Millepora compressa Linnaeus, 1766 (nomen dubium)

## Morfología
Las colonias alcanzan alrededor de 2 m, aunque pueden crecer varios metros de diámetro, y se desarrollan masivamente en diversas formas: incrustante, ramificada, hoja o loma. Sus estructuras calcáreas son más frágiles que los esqueletos usuales de los corales duros, orden Scleractinia. Es frecuente que las formas incrustantes invadan ejemplares de gorgonias marinas para desarrollar la colonia.
El esqueleto colonial o coenosteum está repleto de diminutos poros, generalmente de forna circular, aunque ocasionalmente aparecen poros estrellados, como con los septos de los corales escleractinios. La densidad de los poros sobre la superficie colonial oscila, según la especie, entre 167 y 303 poros/cm². Los poros son de tres tipos: gastroporos, dactyloporos, y ampullae, que están relacionados con los tres tipos de pólipos que posee el animal. Los gastroporos tienen, aproximadamente, el doble de diámetro que los dactyloporos, siendo la media de estos últimos de ± 0,13-0,14 mm, frente a ± 0,26-0,28 mm en los gastroporos. Los dactyloporos están dispuestos, en número de 3 a 9, formando círculos alrededor de cada gastroporo, en una estrategia para ganar eficiencia a la hora de digerir mediante los gastroporos las presas capturadas con los tentáculos de los pólipos dactylozoides. Esta disposición de los poros se denomina ciclo-sistema de Millepora, y su ocurrencia prolifera más en las partes en crecimiento de la colonia, quedando reducida o, incluso  desprovista, la presencia de poros en las partes en sombra, crípticas, o con nódulos o verrugas. La especie M. exaesa al parecer carece de esta sistemática disposición de ciclos de poros, debido a que la superficie de su corallum está plagada de nódulos, aunque en las partes en crecimiento de sus colonias aparecen grupos de, incluso, 10 dactyloporos alrededor de un gastroporo.

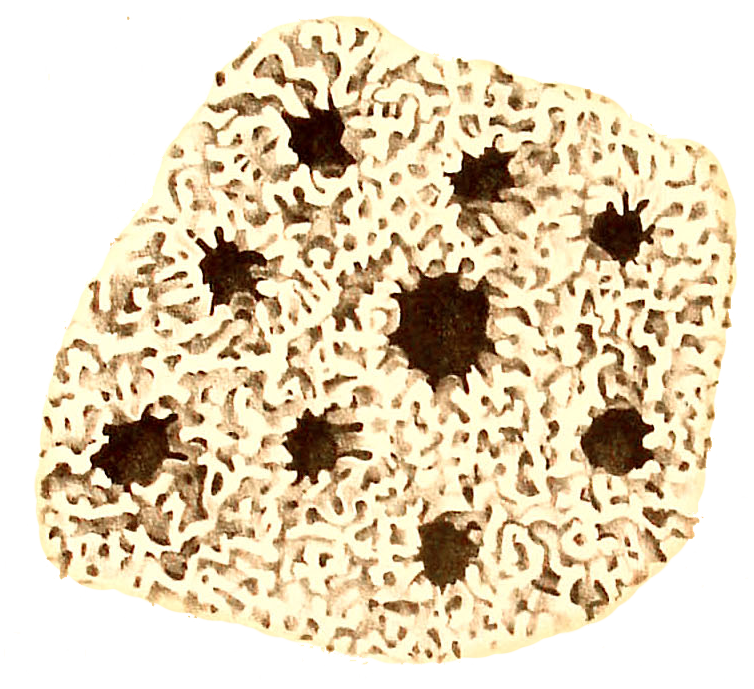
Superficie del coenesteum de Millepora ampliado 80 veces: alrededor del gastroporo se ubican 8 dactyloporos. El diámetro mayor del conjunto de poros es de 1,5 mm. Ilustración de 1881.
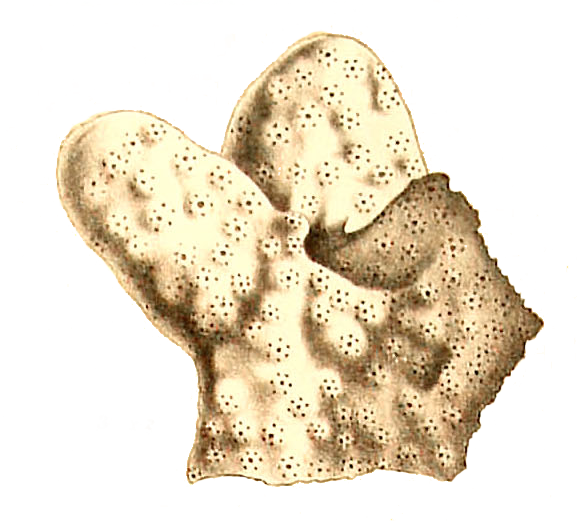
Vista del coenesteum de Millepora ampliado 2 veces: distribución de los grupos de gastroporos y dactyloporos en la superficie del coral. Ilustración de 1881.
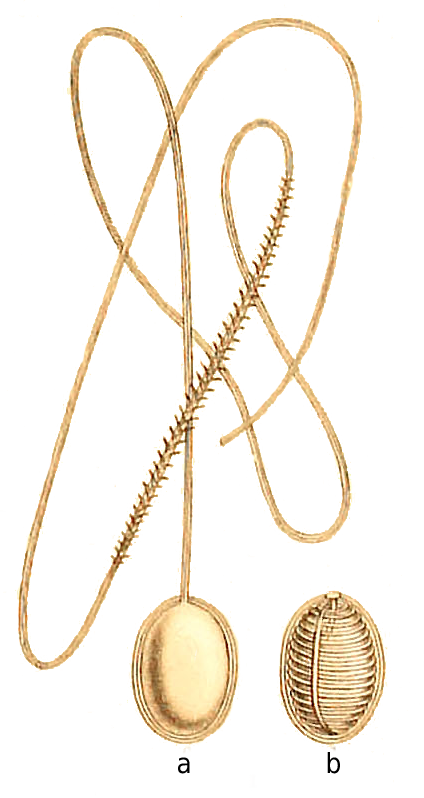
Nematocisto ovoide de M. exaesa: a) La célula expandida b) La célula con el hilo totalmente enroscado
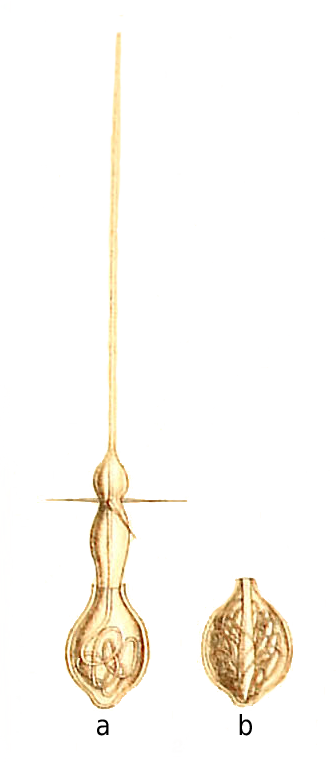
Nematocisto de tres púas de M. exaesa: a) La célula con la cabeza sacada y el hilo parcialmente proyectado b) La célula en la condición no expandida

Como pertenecientes a la clase Hydrozoa, sus pólipos son diferentes y tienen diferentes funciones que las de los corales de la clase Anthozoa. La clase Hydrozoa posee fases pólipo y medusa (craspedotas) y sus gónadas están en las zonas epidérmicas.
Se trata de un animal que posee diferentes pólipos especializados, unos son defensivos, otros son de alimentación, y otros más son de reproducción. Los dactilozoides son defensivos y, al tiempo, su principal herramienta para captar alimento; tienen entre 0,1 y 0,3 mm de diámetro, permanecen en cavidades bajo la superficie del coral y emergen por la noche a través de los poros. Poseen tentáculos finos, como pelos, que presentan unas células urticantes denominadas nematocistos, empleadas en la caza de presas de plancton o para defender su espacio vital de otras especies.  Los gastrozoos son los pólipos encargados de distribuir el alimento por la colonia, a través de una red de canales que recorre el cenénquima o tejido común colonial. Los pólipos gonozoides, se encuentran en cámaras incrustadas en el coenosteum, y son los encargados de la reproducción.
Los Millepora tienen tres tipos de nematocistos: stenoles, isorhizas y mastigoforos macrobasicos, estos últimos son únicos del género, lo que, en ocasiones, sirve de clave para su identificación. En el caso de los Millepora, los nematocistos son muy urticantes, lo que es el origen de su nombre común, coral de fuego.
El color del cenénquima, o tejido común que reviste el esqueleto, puede ser marrón, gris o verde, aunque también presenta el amarillo, naranja o, el más común mostaza.

## Hábitat y distribución
Viven en casi todas las diferentes zonas de los arrecifes localizados en las zonas tropicales (a una latitud situada entre 30ºN y 20ºS), aunque dónde más abunda es en aguas soleadas y expuestas a fuertes corrientes mareales. 
Habita normalmente entre 2 y 40 m de profundidad, aunque se reportan localizaciones entre 0.5 y 109.37 metros, y en un rango de temperaturas entre 19.81 y 28.86 °C.
Se distribuyen desde las costas occidentales del océano Atlántico, y la costa oriental africana, pasando por el mar Rojo, el océano Índico y el Pacífico oeste, hasta las islas del Pacífico central.

## Alimentación
Contienen algas simbióticas, mutualistas (ambos organismos se benefician de la relación), llamadas zooxantelas. Las algas realizan la fotosíntesis produciendo oxígeno y azúcares, que son aprovechados por los pólipos, y se alimentan de los catabolitos del coral (especialmente fósforo y nitrógeno). Esto les proporciona entre el 70 y el 95% de sus necesidades alimenticias. El resto lo obtienen atrapando plancton y materia orgánica disuelta en el agua.

## Reproducción
Se reproducen asexualmente mediante gemación, y sexualmente, expulsando medusas al agua desde unas estructuras llamadas ampullae. Las medusas contienen los órganos reproductores que lanzan al exterior los huevos y el esperma. En este tipo de reproducción, por tanto, la fecundación es externa.  Los huevos fertilizados, una vez en el exterior, permanecen a la deriva arrastrados por las corrientes varios días, más tarde se forma una larva plánula que cae al fondo, se adhiere a él y comienza su vida sésil, secretando carbonato cálcico para conformar un esqueleto individual, posteriormente se reproducen por gemación, dando origen a la colonia, y al esqueleto colonial, denominado coenosteum o corallum.

## Mantenimiento
Las Millepora prefieren fuertes corrientes de agua y alta iluminación. Conviene vigilar el nivel de calcio con frecuencia, debido a su alto consumo. Se recomienda un acuario maduro y estable.

## Galería

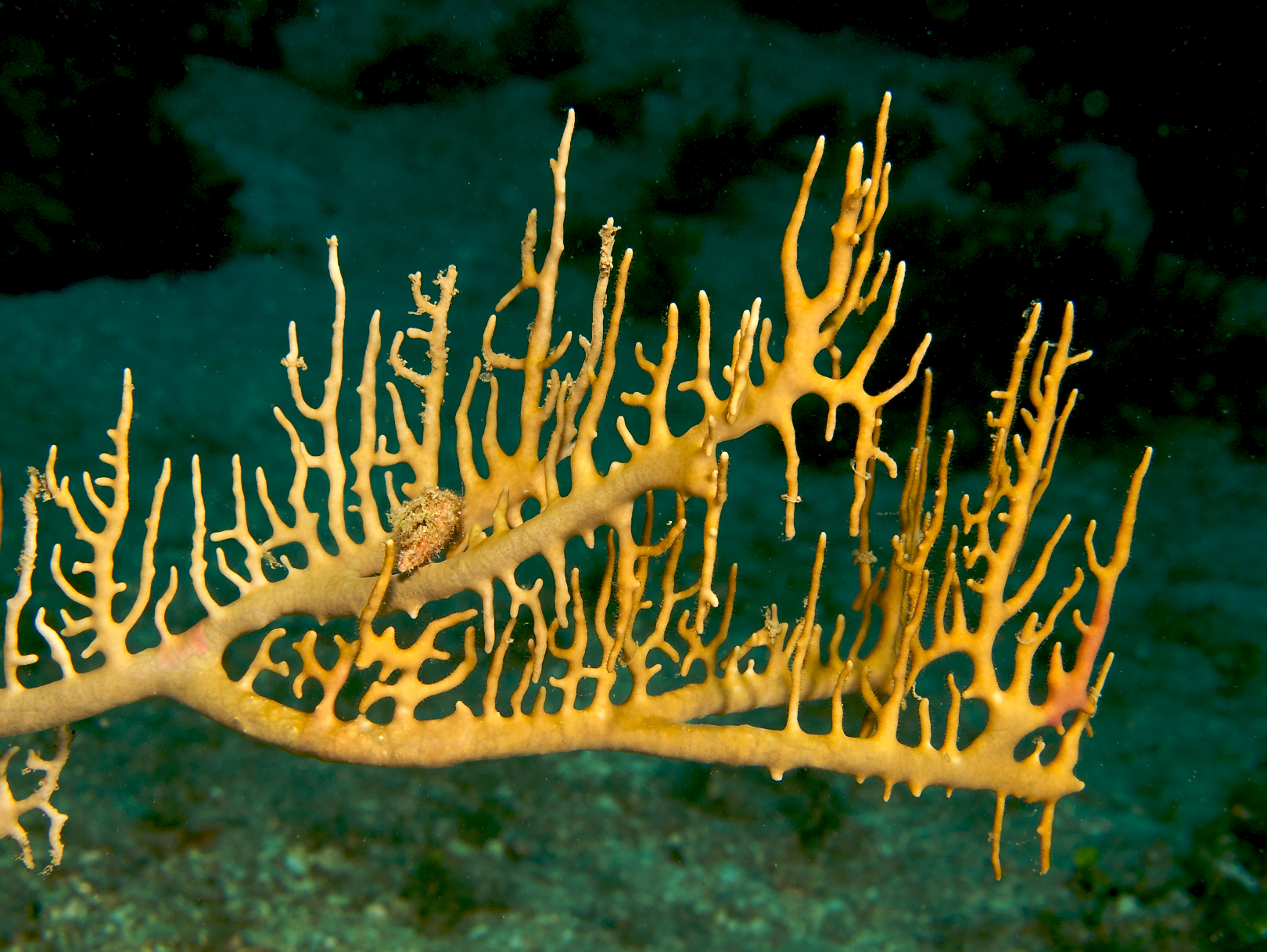
Millepora alcicornis
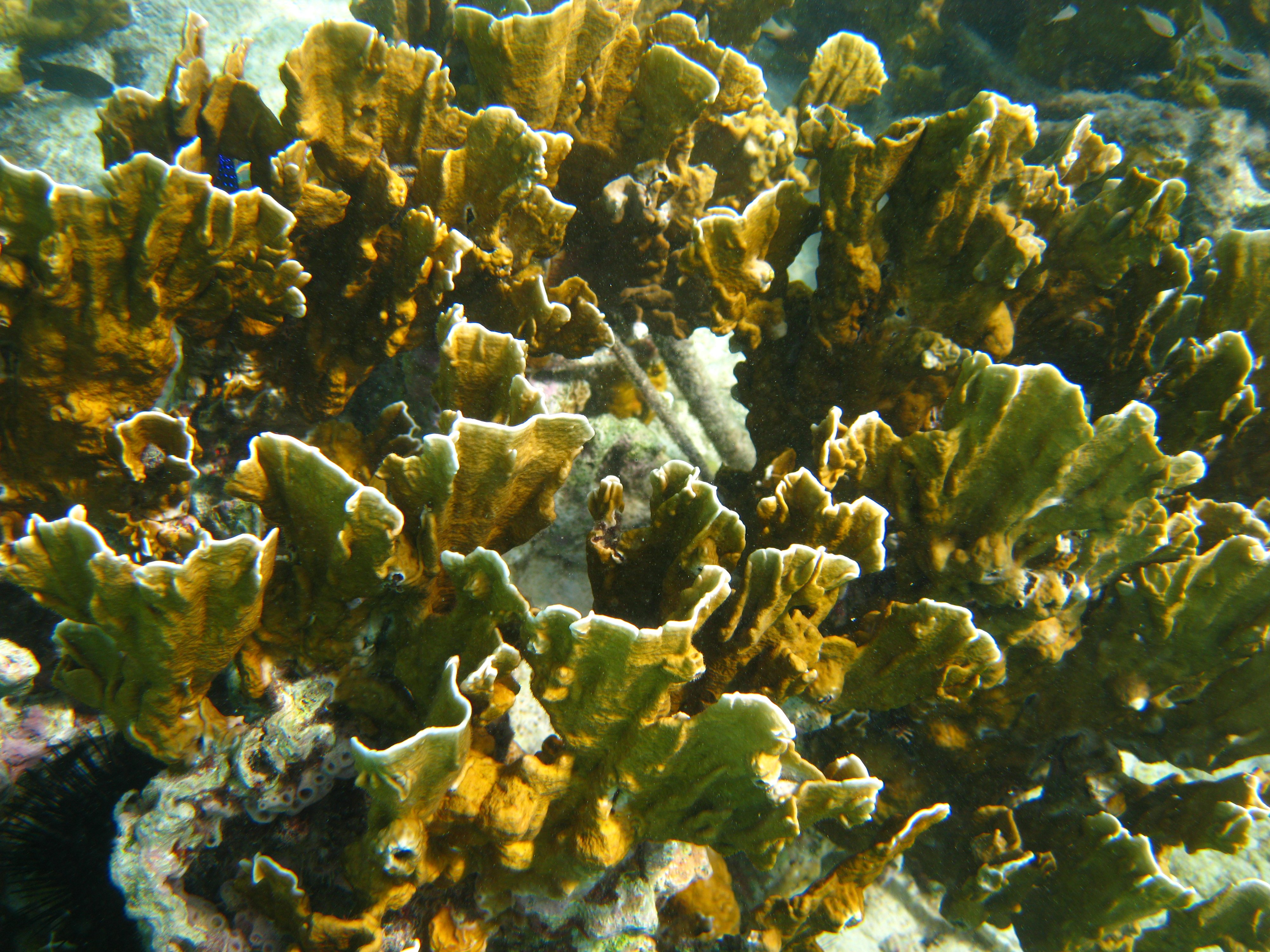
Millepora complanata, en Bonaire
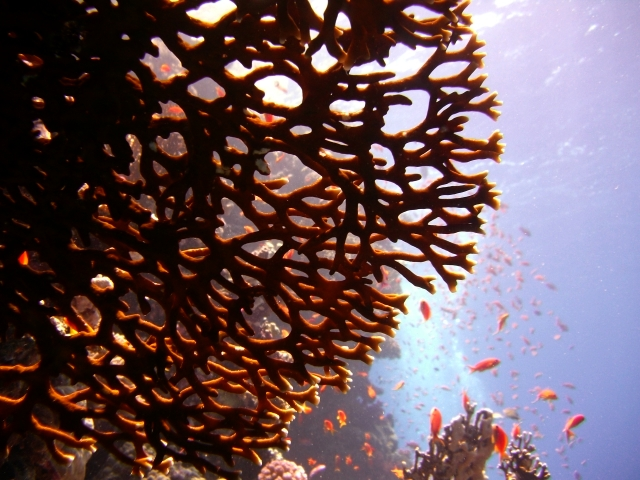
Millepora dichotoma, Egipto, Mar Rojo
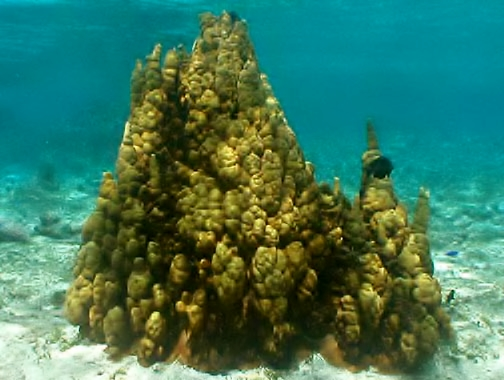
Millepora exaesa en Guam
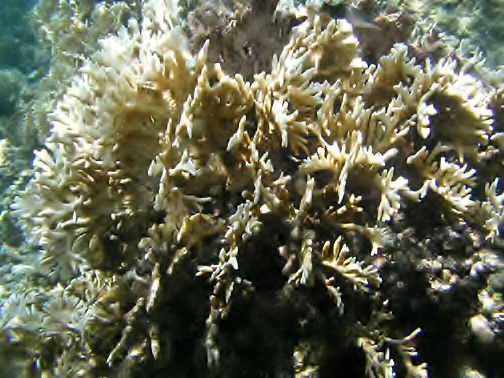
Millepora intricata en Samoa Americana
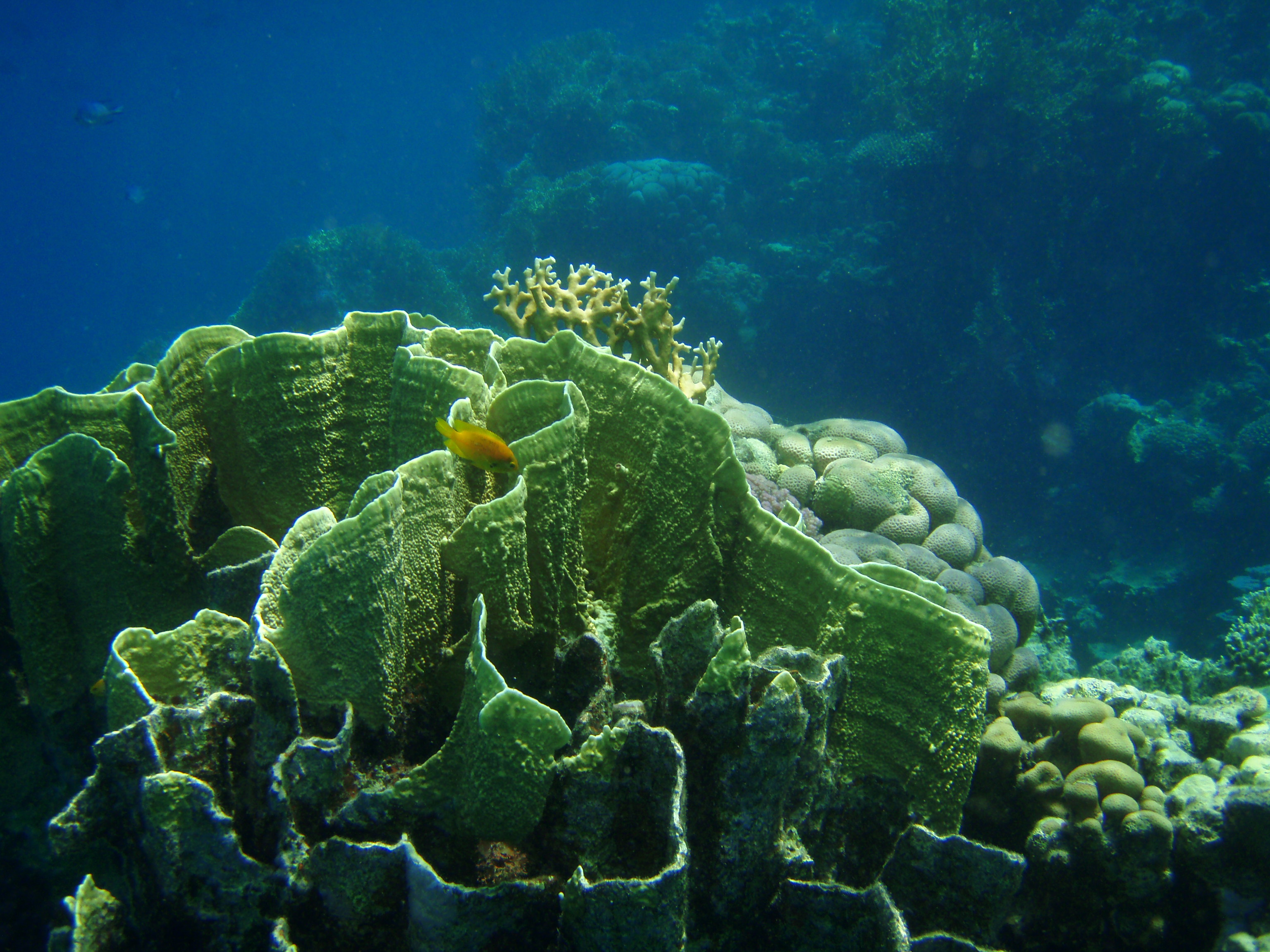
Millepora platyphylla, Mar Rojo.
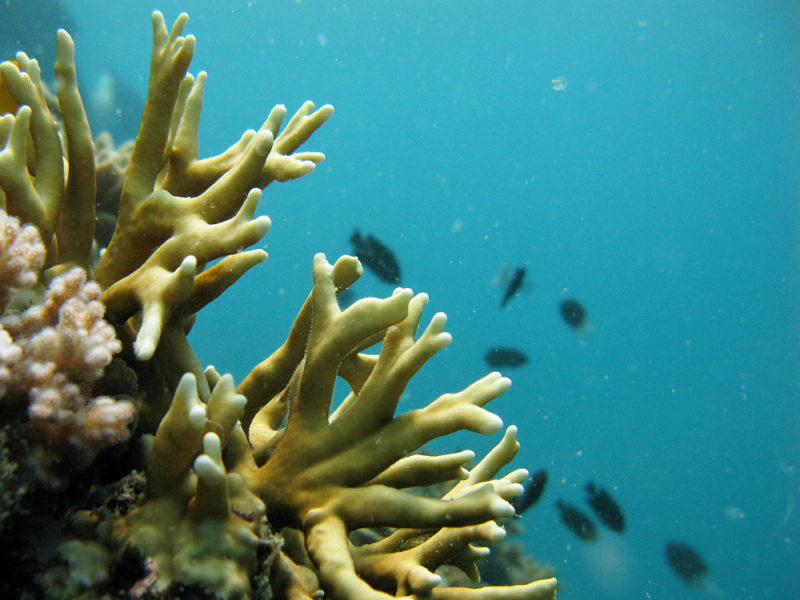
Millepora tenella en isla Lizard
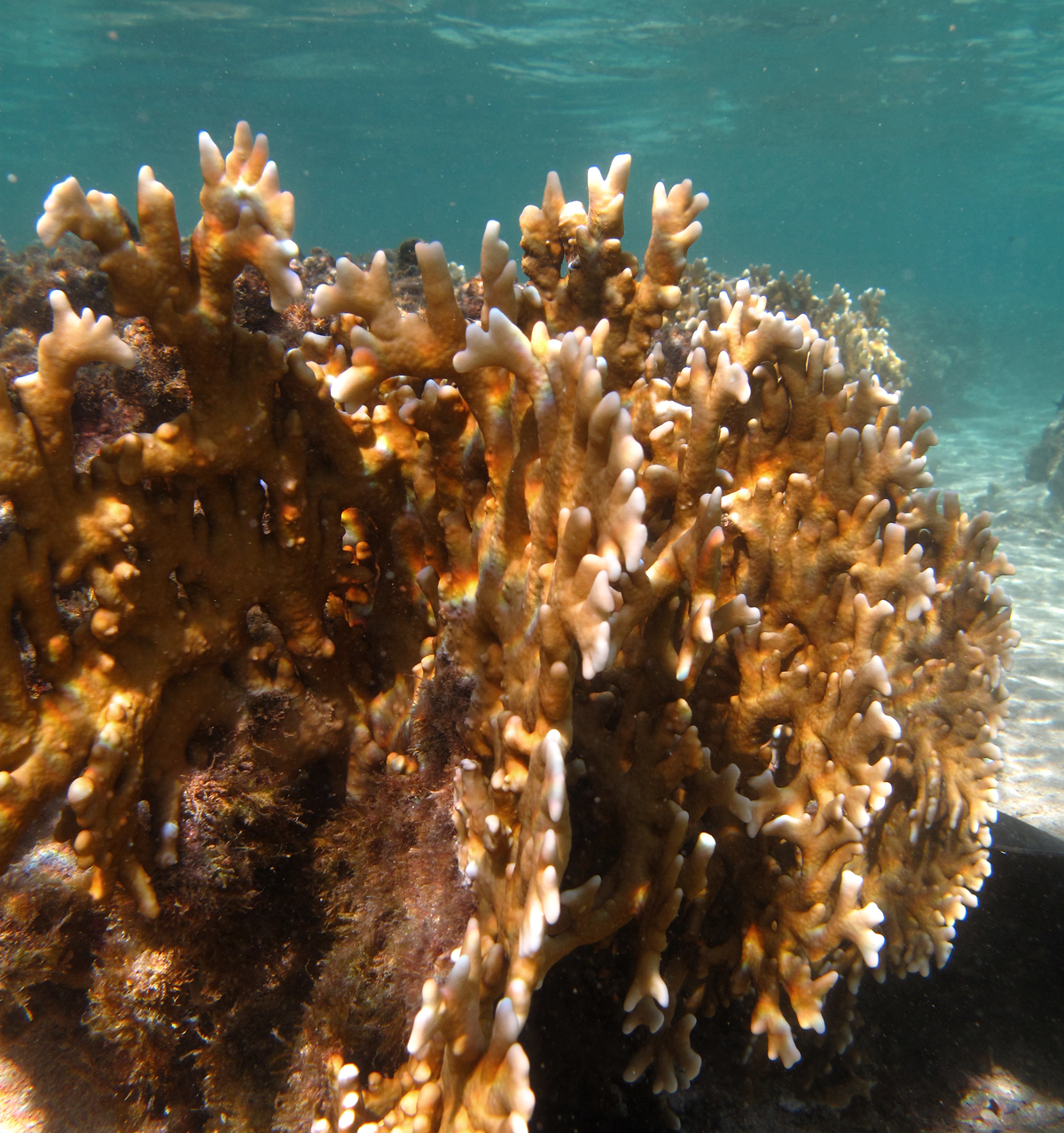
Millepora tenera en Reunión